# Mildred Dresselhaus
Mildred Dresselhaus est une physicienne américaine, née le 11 novembre 1930 à Brooklyn (État de New York) et morte le 20 février 2017 à Boston (Massachusetts). Ses travaux dans la physique des nanotubes de carbone et dans la thermoélectricité l'ont rendue célèbre.

## Biographie
Mildred Spiewak naît dans l'arrondissement new yorkais de Brooklyn. Elle est issue d'une famille d'immigrants polonais, qui s'établit ensuite dans le Bronx. La jeune fille bénéficie d'une bourse d'études musicales, mais s'intéresse également aux sciences durant sa scolarité. Rosalyn Yalow, dont elle suit les cours au Hunter College, l'encourage dans cette voie. Grâce à une bourse Fulbright, elle se rend au Royaume-Uni afin de poursuivre ses études à l'université de Cambridge. En 1953, la jeune femme obtient un master en physique du Radcliffe College. Par la suite, elle entre à l'université de Chicago. Elle se consacre à la physique des solides et obtient un doctorat en 1958 et étudie sous le lauréat du Nobel Enrico Fermi. La même année, elle épouse le physicien Gene Dresselhaus.
Mildred Dresselhaus entre comme chercheur postdoctoral à l'université Cornell. En 1960, elle intègre le Lincoln Laboratory du Massachusetts Institute of Technology (MIT), où elle passe ce qu'elle considère comme « les années les plus productives de [sa] carrière de chercheuse ». Elle enseigne au MIT en tant que professeur invité durant une année avant de devenir en 1968 la première femme nommée professeur titulaire (tenured professor) dans le département de génie électrique du MIT. Elle y enseigne également la physique. En 1985, elle est la première femme à accéder au statut d'Institute Professor, le titre le plus élevé décerné aux enseignants du MIT.
Durant sa carrière, elle occupe les postes de directrice de l'office des sciences du département de l'Énergie des États-Unis et de trésorière de l'académie nationale des sciences (National Academy of Sciences, NAS). En 1984, elle préside la société américaine de physique (American Physical Society, APS) et en 1998 l'association américaine pour l'avancement des sciences (American Association for the Advancement of Science, AAAS).

## Contributions à la science
Mildred Dresselhaus est notée pour ses travaux sur le graphite, l'intercalation de composés du graphite, les fullerènes, les nanotubes de carbone, le couplage spin-orbite dans les semiconducteurs et l'effet thermoélectrique à faibles dimensions. Son groupe de recherche fait un usage fréquent de la structure électronique en bandes, de la diffusion Raman et de la chimie des nanotubes de carbone. Ses recherches ont contribué à la technologie des minces couches de graphite qui permet l'ubiquité de l'électronique, dont dans les vêtements et les téléphones intelligents.
Pour ce faire, elle invente des techniques pour étudier les couches individuelles d'atomes de carbone dans le graphite. Elle découvre ainsi comment capter l'énergie des particules en vibration pour produire de l'électricité.

## Distinctions
- 1990 : National Medal of Science
- 1999 : elle est la première femme docteur honoris causa de l'université Pierre-et-Marie-Curie (UPMC)[10]

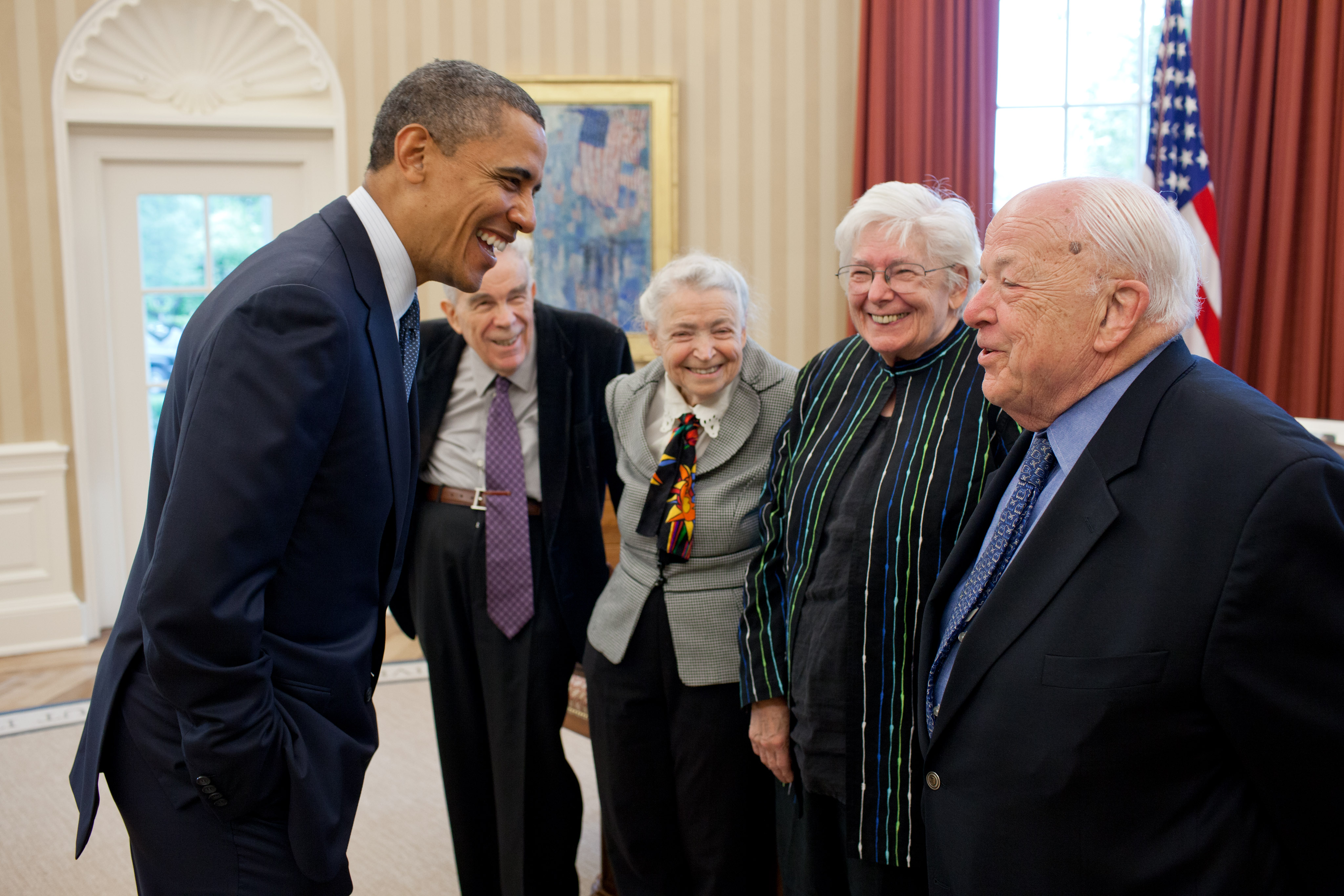
Barack Obama félicite Burton Richter et Mildred Dresselhaus dans le Bureau ovale.

- 2012 : le prix Enrico Fermi est attribué à Dresselhaus et Burton Richter.
- 2012 : prix Kavli en nanosciences[6].
- 2014 : le président Barack Obama lui remet la médaille présidentielle de la Liberté (Presidential Medal of Freedom)[11].
- 2015 : elle est la première femme à recevoir la médaille d'honneur de l'IEEE[12].
- 2017 : Médaille Benjamin Franklin décerné par le Franklin Institute dans le domaine des sciences des matériaux[13].
- Elle a reçu 27 autres doctorats honoris causa[6].